# Javier González Ferrari
Javier González Ferrari (Madrid, 13 d'agost de 1952), és un periodista espanyol. Fill del periodista Antonio González Calderón, es va llicenciar en periodisme i la seva primera experiència professional va ser al setmanari Blanco y negro. Aviat s'inicià en el món de la ràdio, on ha desenvolupat la major part de la seva carrera.

## Biografia

### Cadena SER (fins a 1986)
El 1975 ingressà a la Cadena SER i hi dirigí l'informatiu de migdia, Hora 14 (1982-1985), Hora 25 (1985-1986) i el programa de tertúlia La trastienda (1984). El 1985 va ser nomenat, a més subdirector d'Informatius de la cadena.

### RNE, Cadena COPE, Telemadrid (1986-1993)
L'octubre de 1986 fou fitxat per Ràdio Nacional d'Espanya i durant un any hi dirigí l'informatiu matinal España a las 8.
Una any després començà a treballar a la Cadena COPE, dirigí l'espai nocturn Un dia en España, una de les seccions s'anomenà La linterna, embrió del posterior programa, i que en aquella època comptava amb la col·laboració de Pilar Cernuda, Emilio Romero i Julián Lago. El novembre de 1989 s'incorporà a la recentment creada cadena autonòmica Telemadrid on presentà i dirigí els programes El ruedo i En comunidad. El 1991, després de la sortida de Luis del Olmo de l'emissora COPE, Ferrari es va fer càrrec del programa matinal, que va portar el títol de Cada dia. Només un any després, al setembre de 1992, coincidint amb l'arribada a la COPE d'Antonio Herrero, González Ferrari fitxà per Onda zero per fer-se càrrec de l'informatiu del matí, Al dia. No obstant això, només es mantingué a l'emissora uns mesos, ja que el març de 1993 rescindí el seu contracte.

### Antena 3 Radio, Cadena SER (1993-1996)
Passà en aquell moment a Antena 3 Ràdio, on dirigí l'informatiu nocturn Hora Cero, comptant amb col·laboradors com Pilar Miró, Carlos Carnicero o Consuelo Álvarez de Toledo. El setembre del 1994 tornà a la Cadena SER per reprendre l'informatiu Hora 14, on aconseguí el lideratge d'audiència en aquesta franja horària.

### RTVE (1996-2002)

#### Director de Ràdio Nacional d'Espanya (1996-1998)
El maig de 1996 fou nomenat director de Ràdio Nacional d'Espanya. Una de les decisions del seu mandat va ser la destitució com a Cap d'Esports del periodista Juan Manuel Gozalo, i la potenciació dels programes informatius i esportius, en especial Radiogaceta de los deportes. Durant seva etapa al capdavant de RNE, fins a 1998, es va incorporar també com a presentador i director al programa d'entrevistes Los desayunos de Radio 1, transmesos per Televisió espanyola amb el nom de Los desayunos de TVE.

#### Director d'Informatius de TVE (1998-2000)
L'abril de 1998, després de la marxa d'Ernesto Sáenz de Buruaga a Antena 3, González Ferrari fou nomenat Director dels Serveis Informatius de TVE. En el temps que va exercir aquesta responsabilitat, González Ferrari va ser durament criticat pels partits polítics llavors en l'oposició, amb el PSOE al capdavant, que l'acusaven de sectarisme i contínua manipulació informativa, i en seu parlamentària (juliol de 1999), el llavors diputat i secretari socialista per relacions amb els mitjans, Alfredo Pérez Rubalcaba va arribar a sol·licitar la seva dimissió.

#### Director general de RTVE (2000-2002)
Després de les eleccions generals celebrades el 2000 i l'obtenció de la majoria absoluta per part del Partit Popular, el Consell de Ministres celebrat el 12 de maig acordà nomenar-lo director general de RTVE. Durant el seu mandat, que es va allargar fins a 2002, RTVE va passar a dependre, des de l'1 de gener de 2001, de la Societat Estatal de Participacions Industrials (SEPI), que es va encarregar de l'elaboració d'un Pla de Viabilitat de l'ens, i que proposava la segregació de RTVE en dues entitats: una de caràcter comercial i una altra de servei públic. González Ferrari es va oposar al contingut d'aquesta proposta, i l'octubre de 2001 davant la Comissió de Control de RTVE del Congrés dels Diputats va anunciar finalment que no s'aplicaria.
Poc després, i després el relleu en la direcció de la SEPI de Pedro Ferreras per Ignacio Ruiz-Jarabo, es va aprovar una nova versió del Pla, que preveia l'eliminació del deute per 2004. La restricció en la despesa va portar a renunciar a l'adquisició dels drets del Mundial de Futbol del Japó i Corea. D'altra banda, la seva neutralitat i imparcialitat van ser molt qüestionades pels partits polítics de l'oposició. El PSOE va sol·licitar la seva dimissió al desembre de 2001 amb motiu de la cobertura realitzada de la manifestació contra la Llei Orgànica d'Universitats i el març de 2002 per la cancel·lació d'una entrevista a Javier Solana. Finalment, per primera vegada en la història de Televisió espanyola una sentència judicial va determinar l'existència de manipulació informativa per part de l'ens públic. Va ser amb motiu de la cobertura de la vaga general de 20 de juny de 2002.
Tan sols dues setmanes després de la vaga, el 9 de juliol, va ser rellevat del seu càrrec, a petició pròpia.

### Onda Cero (2002 -) i Antena 3 TV (2003-2006)
L'agost de 2002, fou nomenat president executiu d'Onda Cero, càrrec que exerceix en l'actualitat. Al setembre de 2003 s'incorporà a Antena 3 Televisió, on durant la temporada 2003-2004 va presentar la tertúlia matinal La Respuesta. Posteriorment, va participar com a contertulià en un programa similar que va presentar Montserrat Domínguez: Ruedo Ibérico (2004-2006).

## Polèmiques
En 2009, amb motiu de la tramitació de la  Llei General de la Comunicació Audiovisual, González Ferrari es va mostrar molt crític amb les emissores de ràdio sense llicència, en especial esRadio. Tanmateix, Onda Cero també té emissores en situació irregular.

## Premis
- Antena de Oro (1996) per Hora 14.